# Themiste hennahi
Themiste hennahi (лат.) — вид несегментированных бентосных морских червей — сипункулид из семейства Themistidae. Встречается на тихоокеанском побережье Северной и Южной Америки. Образцы вида были собраны Rev. W. Hennah на берегу Перу и названы в его честь британским зоологом Джоном Греем, который описал вид в 1828 году как Themiste hennahi, типовой вид рода Themiste.

## Описание
Тело T. hennahi цилиндрическое. Передняя концевая часть («интроверт») заканчивается коронообразным венчиком из шести разветвлённых щупалец, окружающих ротовое отверстие. Воротничок, расположенный сразу за щупальцами, в отличие от Themiste dyscrita не красновато-пурпурный и не несёт колючек.

## Ареал и местообитание
Встречается на тихоокеанском побережье Северной и Южной Америки в тропической и субтропической зонах от западного побережья США до берегов Перу и Чили. Зарывается на дне в песчаный, гравийный субстраты или в ил приливной зоны, включая места, заросшие взморником (Zostera), скрывается под сыпучим грунтом.

## Экология
T. hennahi живёт в углублениях в условиях низкого содержания кислорода, выдвигая передниой венчик щупалец для питания. Кожа туловища червя толстая и не приспособлена для дыхания. Обнаружено, что большую площадь поверхности щупалец T. hennahi использует в качестве дыхательной системы подобно родственному виду Themiste cymodoceae. Кислород диффундирует в систему щупалец, где связывается с белком гемэритрином клеток крови. Затем он диффундирует через разветвлённую систему септ целомических полостей, где может храниться благодаря большой ёмкости целома. В случае недостатка кислорода червь может мобилизовать кислород, связанный с гемэритрином.